# Nesticus zenjoensis
Nesticus zenjoensis là một loài nhện trong họ Nesticidae.
Loài này thuộc chi Nesticus. Nesticus zenjoensis được Takeo Yaginuma miêu tả năm 1978.